# وحيدة (فلم 1961)
وحيدة هو فيلم مصري أُنتج سنة 1961، من بطولة صلاح ذو الفقار ومريم فخر الدين، ومن إخراج محمد كامل حسن.

## قصة الفيلم
وحيدة (مريم فخر الدين) مدرسٌ تعاني ضعفاً في السمع. يحبها مجدي (صلاح ذو الفقار) شقيق زميلتها سعاد (ليلى طاهر)، ويقرر الزواج منها على الرغم من معارضة أمه (ناهد سمير).

## بطولة
- صلاح ذو الفقار
- مريم فخر الدين
- ليلي طاهر
- كمال حسين
- ناهد سمير
- أزهار شريف
- ليلي فهمي
- قدرية كامل
- عبد المنعم سعودي